# Dürrlauingen
Dürrlauingen ist eine Gemeinde im schwäbischen Landkreis Günzburg. Die Gemeinde ist Mitglied der Verwaltungsgemeinschaft Haldenwang.

## Geografie
Die Gemeinde liegt in der Region Donau-Iller und hat vier Gemeindeteile (in Klammern ist der Siedlungstyp angegeben):
- Dürrlauingen (Pfarrdorf)
- Mindelaltheim (Pfarrdorf)
- Mönstetten (Kirchdorf)
- Riedmühle (Einöde)

## Geschichte

### Bis zur Gemeindegründung
Die Grafen von Berg-Burgau hatten seit der Mitte des 12. Jahrhunderts die Herrschaft in Dürrlauingen inne. Die Herren von Westernach waren seit 1350 Lehnsherren des Dorfes und Inhaber des Dorfgerichts. Die Familie Fugger erwarb 1533 den ganzen Ort von den Herren von Westernach.
Dürrlauingen kam an die Grafen Fugger-Glött und war ein Teil der Herrschaft Glött. Mit der Rheinbundakte 1806 kam der Ort zum Königreich Bayern. Im Zuge der Verwaltungsreformen in Bayern entstand mit dem Gemeindeedikt von 1818 die Gemeinde Dürrlauingen.

### Fusion
Mindelaltheim, Dürrlauingen und Mönstetten schlossen sich im Zuge der Gebietsreform am 1. Mai 1978 zur neuen Gemeinde Dürrlauingen zusammen.

### Buchkultur

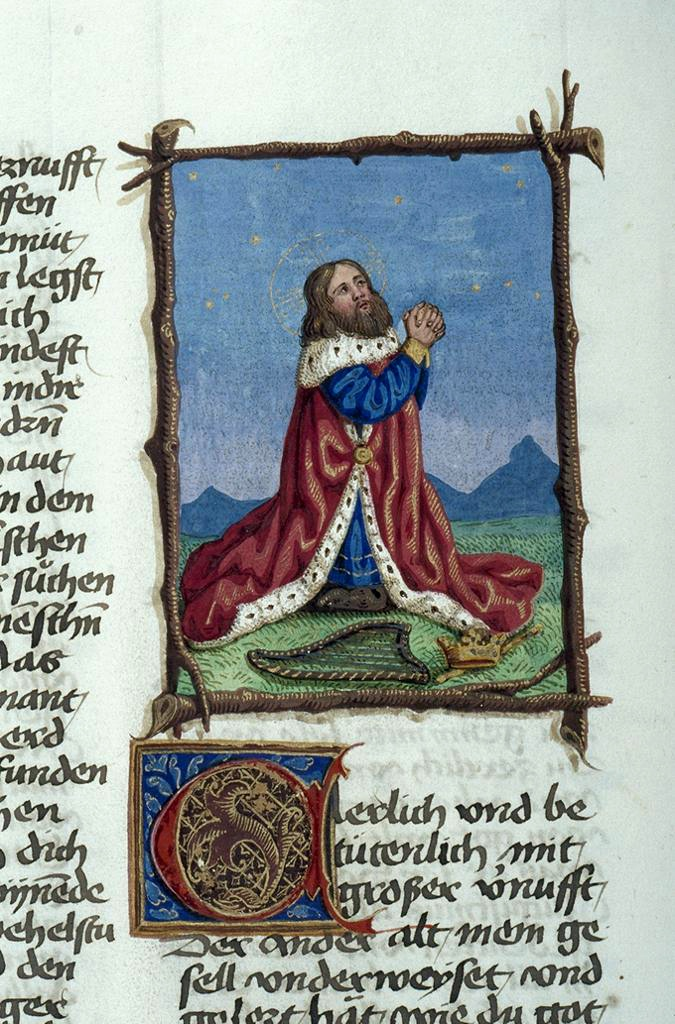
Handschrift Clubers

1468 erhielt Meister Ulrich Wieler, Kaplan in Dürrlauingen, von Jörg Cluber, Frühmesser zu Lauingen, eine Handschrift der 24 Alten Ottos von Passau gewidmet. Später ins Kloster Maria Mödingen gelangt, wurde sie im 16. Jahrhundert kostbar illuminiert. Heute gehört sie der Princeton-University (Garrett Collection 134). 

### Einwohnerentwicklung
| Jahr      | 1961 | 1970 | 1987 | 1991 | 1995 | 2000 | 2005 | 2010 | 2015 | 2018 | 2019 | 2020 |
| Einwohner | 1544 | 1760 | 1862 | 1848 | 1869 | 1860 | 1722 | 1646 | 1646 | 1617 | 1629 | 1643 |

Zwischen 1988 und 2018 sank die Einwohnerzahl von 1873 auf 1617 um 226 Einwohner bzw. um −12,3 %.

## Politik

### Gemeinderat
Der Gemeinderat hat zwölf Mitglieder. Aus den Ergebnissen der letzten Kommunalwahlen resultierten folgende Sitzverteilungen:
| Partei/Liste              | 2020  | 2020 | 2014  |
| Partei/Liste              | Sitze | %    | Sitze |
| ------------------------- | ----- | ---- | ----- |
| FWV Dürrlauingen          | 5     | 37,5 | 4     |
| FWV Mönstetten            | 4     | 35,2 | 3     |
| Freie Liste Mindelaltheim | 3     | 27,3 | 4     |
| Unabhängige Bürger        | –     | –    | 1     |
| Gesamt                    | 12    | 100  | 12    |

### Erste Bürgermeister
Erster Bürgermeister ist seit 1. Mai 2020 Friedrich Bobinger (Freie Wählervereinigung Mönstetten), der am 15. März 2020 mit 61,4 % der Stimmen bei einem Mitbewerber gewählt wurde.
Dessen Amtsvorgänger war Edgar Ilg (* 1952), der von 2008 bis 2020 im Amt war und nicht mehr kandidierte.

### Wappen
| Wappen von Dürrlauingen | Blasonierung: „Durch eine eingeschweifte blaue Spitze, darin eine goldene Lilie, gespalten; vorne fünfmal schräg geteilt von Rot und Silber, hinten in Silber ein golden gekrönter schwarzer Wolf.“ |
| Wappen von Dürrlauingen | Wappenbegründung: Das Gemeindewappen erinnert an drei für die Geschichte des Ortes wichtige Herrschaftsinhaber. Die Schrägteilung von Rot und Silber ist dem Wappen der Grafen von Berg-Burgau entnommen, die seit der Mitte des 12. Jahrhunderts die Herrschaft in Dürrlauingen innehatten. Der golden gekrönte schwarze Wolf stammt aus dem Wappen der Herren von Westernach, die seit 1350 Lehensherren des Dorfes und Inhaber des Dorfgerichts waren. Die goldene Lilie weist auf die Familie Fugger hin, die 1533 den ganzen Ort von den Herren von Westernach erwarb. Dürrlauingen wurde der Linie Glött zugeteilt und spielte als Ersterwerbung bei ihrem Territorialausbau eine Schlüsselrolle. Bis 1806 verblieb der Ort in ihrem Besitz. Dieses Wappen wird seit 1971 geführt. |

## Wirtschaft und Infrastruktur

### Wirtschaft einschließlich Land- und Forstwirtschaft
Es gab im Jahr 2020 nach der amtlichen Statistik in der Land- und Forstwirtschaft sieben sozialversicherungspflichtig Beschäftigte am Arbeitsort. In sonstigen Wirtschaftsbereichen waren am Arbeitsort 380 Personen sozialversicherungspflichtig beschäftigt. Sozialversicherungspflichtig Beschäftigte am Wohnort gab es insgesamt 693. Im verarbeitenden Gewerbe gab es keine, im Bauhauptgewerbe drei Betriebe. Zudem bestanden 22 landwirtschaftliche Betriebe mit einer landwirtschaftlich genutzten Fläche von 872 ha.

### Bildung
Es gibt folgende Einrichtungen (Stand: 2020):
- Kindergarten und Kinderkrippe „Zwergenland“ im Rathausgebäude[7]
- Grundschule mit acht Lehrerinnen und Lehrern[8]
- „Nikolaus-von-Myra“-Förderschule, heilpädagogische Tagesstätte, Berufsbildungswerk und Berufsschule Sankt Nikolaus[9]